# Municipio de Goose Prairie
El municipio de Goose Prairie (en inglés: Goose Prairie Township) es un municipio ubicado en el condado de Clay en el estado estadounidense de Minnesota. En el año 2010 tenía una población de 175 habitantes y una densidad poblacional de 1,89 personas por km².

## Geografía
El municipio de Goose Prairie se encuentra ubicado en las coordenadas 47°1′43″N 96°15′29″O / 47.02861, -96.25806. Según la Oficina del Censo de los Estados Unidos, el municipio tiene una superficie total de 92.38 km², de la cual 90,53 km² corresponden a tierra firme y (2,01 %) 1,85 km² es agua.

## Demografía
Según el censo de 2010, había 175 personas residiendo en el municipio de Goose Prairie. La densidad de población era de 1,89 hab./km². De los 175 habitantes, el municipio de Goose Prairie estaba compuesto por el 99,43 % blancos y el 0,57 % eran de una mezcla de razas. Del total de la población el 0,57 % eran hispanos o latinos de cualquier raza.